# Trolejbusová doprava v Kremenčuku
V ukrajinském městě Kremenčuk je provozována trolejbusová doprava.
Trolejbusy v Kremenčuku vyjely poprvé do ulic 6. listopadu 1966, na lince 1, která vedla z továrny na pneumatiky na Přístav v Kremenčuku. Síť zajišťuje provoz na 16 linkách přibližně 64 nízkopodlažních vozidel převážně ukrajinské a běloruské výroby. 